# Куниперт (король лангобардов)
Куниперт (660—700, Павия) — король лангобардов в 688—689 и 689—700 годах из Баварской династии.

## Биография
До восшествия на престол Королевства лангобардов Куниперт был правителем герцогства Асти, которое он получил в 671 году.
С 688 года Куниперт был преемником своего отца Бертари на престоле Лангобардского королевства. Он воевал с арианскими повстанцами во главе с Алахисом, герцогом Тренто и Брешиа, с которым враждовал ещё его отец. После смерти короля Бертари началось новое восстание. Куниперт потерпел поражение и был сослан на остров на озеро Комо. Алахис вскоре потерял поддержку народа и в 689 году Куниперт вернул себе трон с помощью войск Пьемонта. Решающее сражение произошло возле Коронаты. В этой битве Алахис был убит.
Против Куниперта поднималось немало восстаний, в частности, выступление герцога Фриуля Ансфрида, которое было подавлено.
Король Куниперт умер в 700 году. Ему наследовал его сын Лиутперт.